# Bernay, Eure
Bernay är en kommun i departementet Eure i regionen Normandie i norra Frankrike. Kommunen är chef-lieu för Bernay-Est och Ouest och för arrondissementet Bernay. År 2022 hade Bernay 9 801 invånare.

## Befolkningsutveckling
Antalet invånare i kommunen Bernay
Referens:INSEE